# Duncan (Iowa)
Duncan es un lugar designado por el censo del condado de Hancock, Iowa, Estados Unidos. Según el censo de 2020, tiene una población de 57 habitantes.
En los Estados Unidos, un lugar designado por el censo (traducción literal de la frase en inglés census-designated place, CDP) es una concentración de población identificada por la Oficina del Censo exclusivamente para fines estadísticos.  

## Geografía
Está ubicado en las coordenadas 43°06′30″N 93°42′08″O / 43.10833, -93.70222. Según la Oficina del Censo, tiene una superficie total de 2.05 km², de los cuales 2.03 km² corresponden a tierra firme y 0.02 km² están cubiertos de agua.

## Demografía
Según el censo de 2020, hay 57 personas residiendo en la zona. La densidad de población es de 28.08 hab./km². El 98.25% de los habitantes son blancos y el 1.75% es de una mezcla de razas. No hay hispanos o latinos residiendo en el lugar.